# Didaktické koncepce
Didaktické koncepce (koncepce vyučování) jsou souhrn názorů na výuku, na její smysl a poslání, na možnosti realizace výuky a na záležitosti, vysvětlující podstatu výuky.

## Koncepce slovně názorného vyučování
Zakladatelem této koncepce byl Jan Amos Komenský. Je založena především na poznávání skutečných jevů a věcí, tedy na vnímání. Etapy:[zdroj?]
1. vytváření a osvojování si představ 
  1. přímou cestou – vlastní činnost, vnímání jevů
  2. pomocí fantazie – nepřímo – fantazijní představy
2. vytváření obecných vědomostí a jiných abstrakcí
3. upevňování vědomostí a vytváření dovedností názorným vyučováním
4. aplikace, využití v praxi

## Asociační koncepce
Zakladatelem byl německý pedagog Johann Friedrich Herbart. Jde o koncepci podtrhující procesní stránku vyučování, výuce dává řád a systém. Herbart staví vyučovací proces na zpracování představ a pojmů. Podstatou vyučování je vytváření jasných představ, zpracování v pojmy a operace s těmito pojmy. Z vyučování vylučuje praktickou činnost žáků. Zdůrazňuje zkušenost a názor jako pramen poznání, avšak kontakt žáka s poznávanou realitou je pasivní. Aktivita je zúžena na činnost učitele.[zdroj?] Důsledky této koncepce:
1. popisové vyučování
2. verbalismus, formalismus
3. poznatkový encyklopedismus
4. biflování
5. mechanismus didaktického postupu

## Koncepce rozvíjejícího vyučování
Tato koncepce spadá do období po druhé světové válce. Za zakladatele je označován sovětský psycholog Lev Semjonovič Vygotskij, který myšlenkový vývoj rozdělil na dvě úrovně: na úroveň aktuálního vývoje (tedy aktuální stav dítěte) a úroveň nejbližšího vývoje (tedy předpokládaný vývoj dítěte).
Podle této koncepce vyučování může mít účinek pouze tehdy, je-li respektována zóna nejbližšího rozvoje a odkrývají se včasně a účinně zatím skryté dispozice žáků, čímž se vlastně předbíhá vývoj žáků.[zdroj?] Zásady výuky:
1. vysoká obtížnost
2. postup vpřed rychlým tempem
3. vedoucí úlohy teoretických znalostí
4. cílevědomá a systematická péče učitele o optimální rozvoj všech žáků
5. zajištění prostoru pro individuální rozvoj

## Koncepce programového vyučování a učení
Tato koncepce spadá do poloviny 20. století a za jejího zakladatele se pokládá americký psycholog Burrhus Frederic Skinner. V tomto období došlo k rozvoji počítačové techniky.
Programové vyučování je řízené vyučování, při němž se probírají malé, logicky uzavřené úseky učiva (tzv. kroky) a žák je udržován v aktivitě.[zdroj?] Pozitiva této koncepce:
1. aktivita žáků
2. samostatnost
3. strukturace informací
4. individualizace učení
5. změna vztahu učitel – žák
6. logický sled učiva

Negativa této koncepce:
1. jednostranná činnost
2. atomizace
3. absence sociálního učení

## Koncepce pragmatického vyučování
Zakladatelem byl John Dewey, který tuto koncepci založil na zásadě, že hlavním kritériem poznávání je činnost (zkušenost). Úkolem výchovy v této koncepci je rozvoj aktivity žáků a řešení praktických životních problémů. Dochází k odmítání pevných osnov a jednostranného intelektuálního výcviku. Proti verbalismu je zde postavena činnost a praktická zkušenost.[zdroj?]

## Koncepce „mastery learning“
Koncepce „mastery learning“ (mistrovské učení) říká, že všichni žáci mohou zvládnout učivo, pokud se přizpůsobí vyučování subjektu učení, a to v tempu vyučování a ve způsobu řízení výuky. Podmínkou úspěšné výuky je, aby žák nebyl omezován v čase, aby mu bylo umožněno individuální tempo učení a aby tomu odpovídaly vhodné podmínky.[zdroj?]